# しらびそ高原

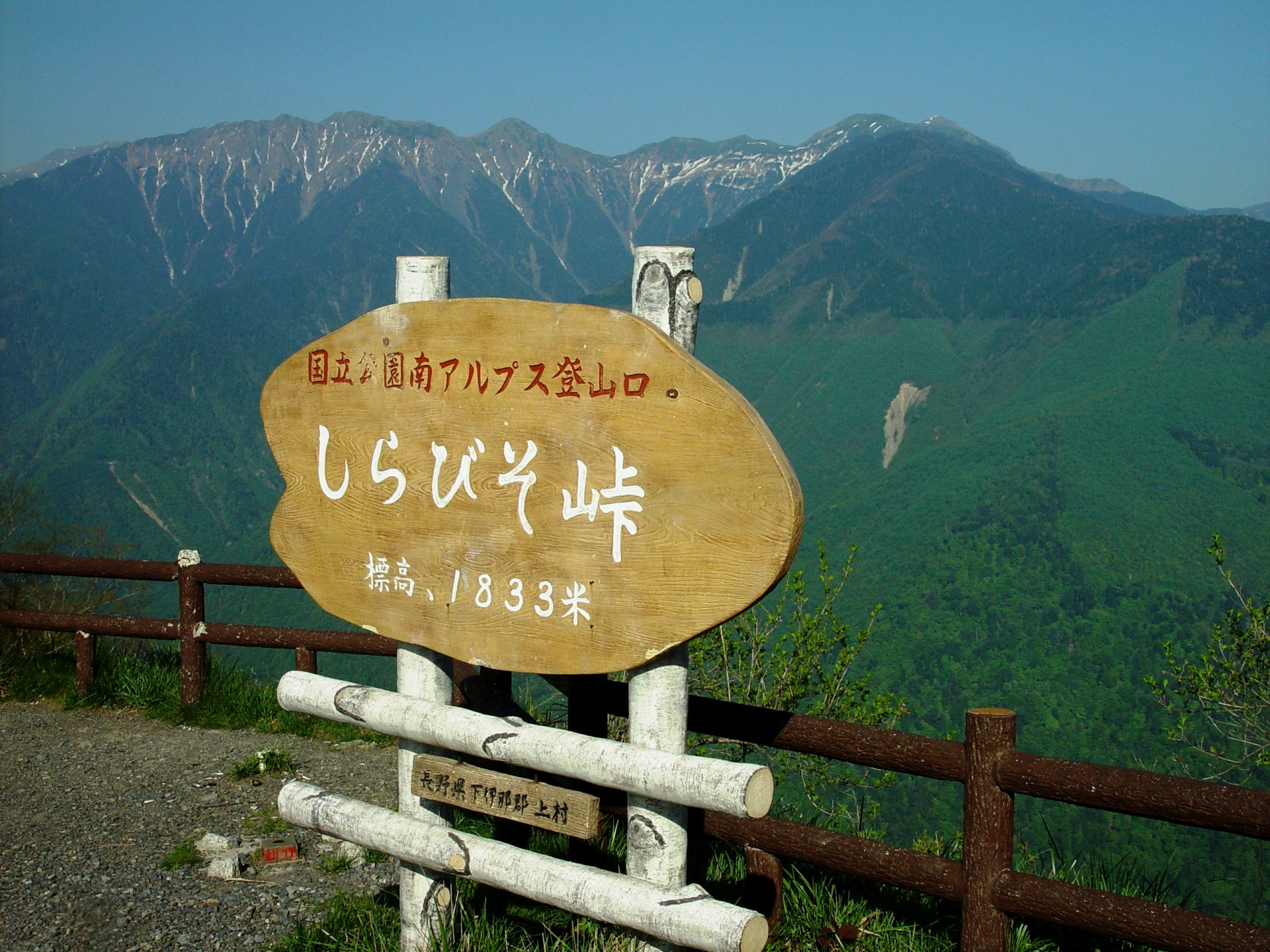
しらびそ峠

しらびそ高原（しらびそこうげん）は長野県飯田市上村にある、標高1918mの高原。「しらびそ」とは高原付近の植生であるマツ科モミ属の樹木であるシラビソに由来する。矢筈トンネル東出口から市道上村1号線を登ったところにあり、日本三百名山の奥茶臼山の登山口でもあるしらびそ峠の南方徒歩10分ほどの場所に高原の中核施設となる宿泊施設のしらびそ高原 天の川がある。高原からは南アルプスの山並みが一望でき、天気がよければ北アルプス、中央アルプス、御嶽山や恵那山まで見渡せる。また、本州有数の天体観測スポットとして知られており、全国各地から天文愛好家が集う。夏は避暑地として、秋は周辺の観光地と共に紅葉の名所となっている。

## ギャラリー

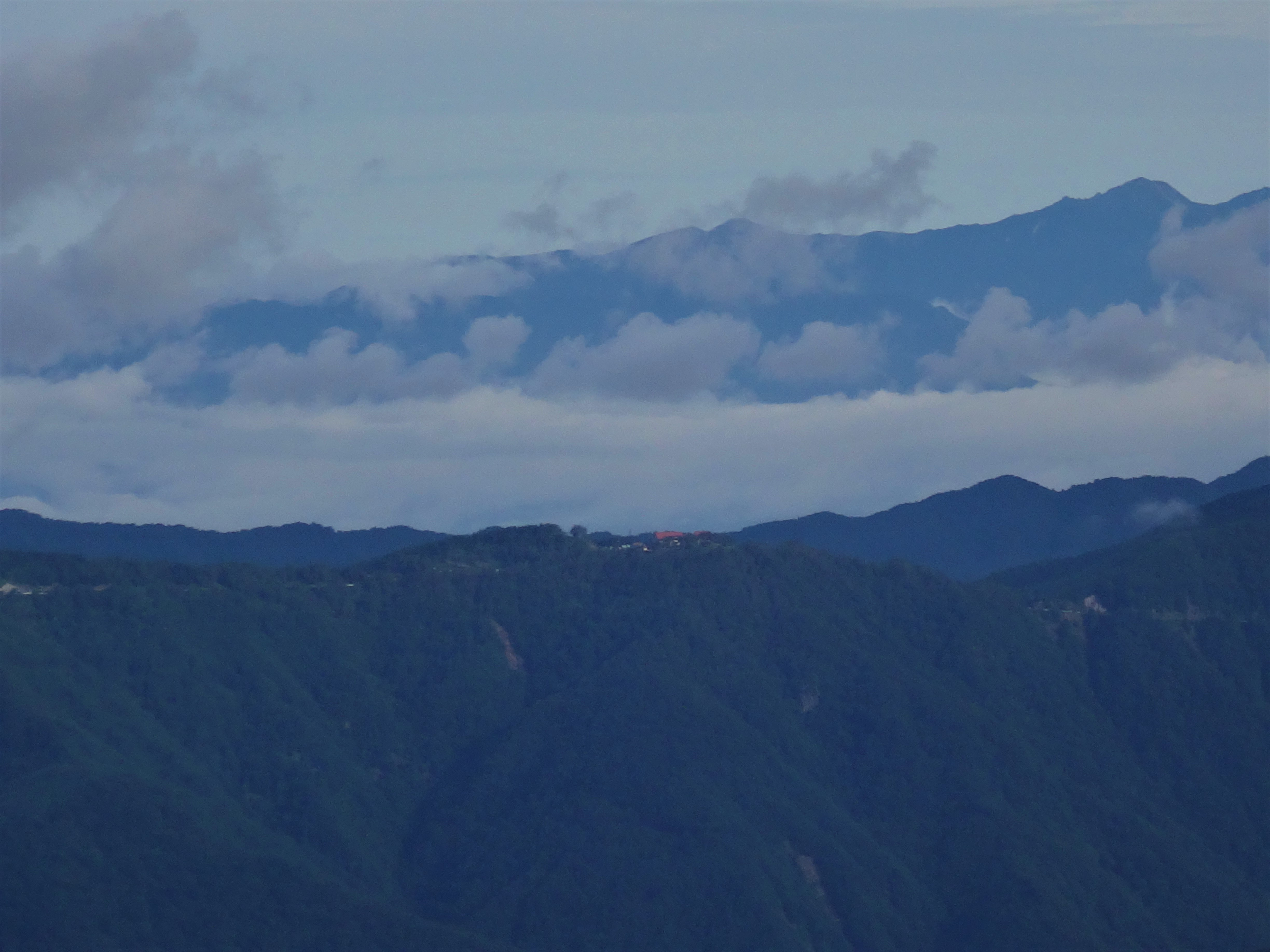
易老岳付近の崩落地からしらびぞ高原を望む
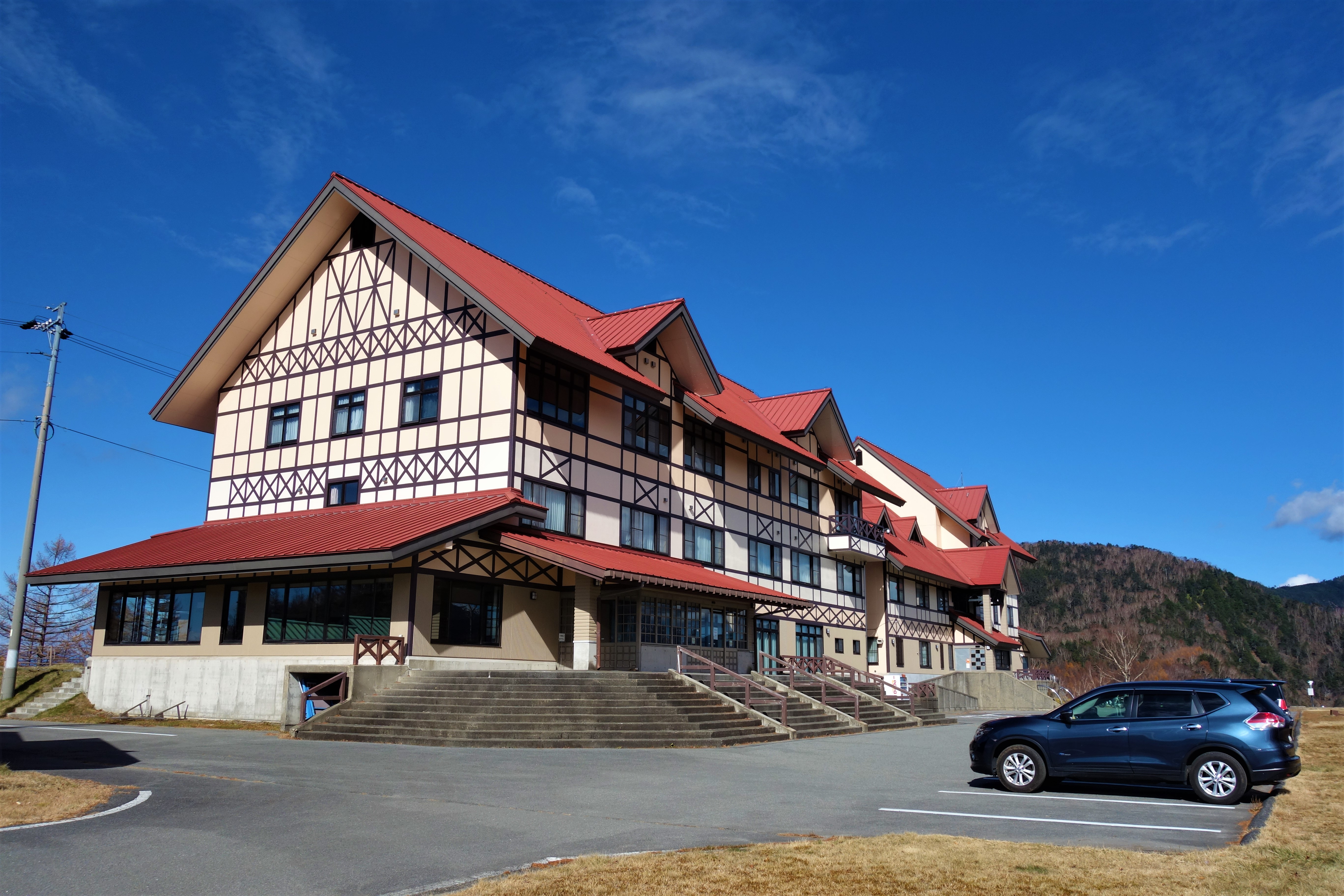
しらびそ高原 天の川
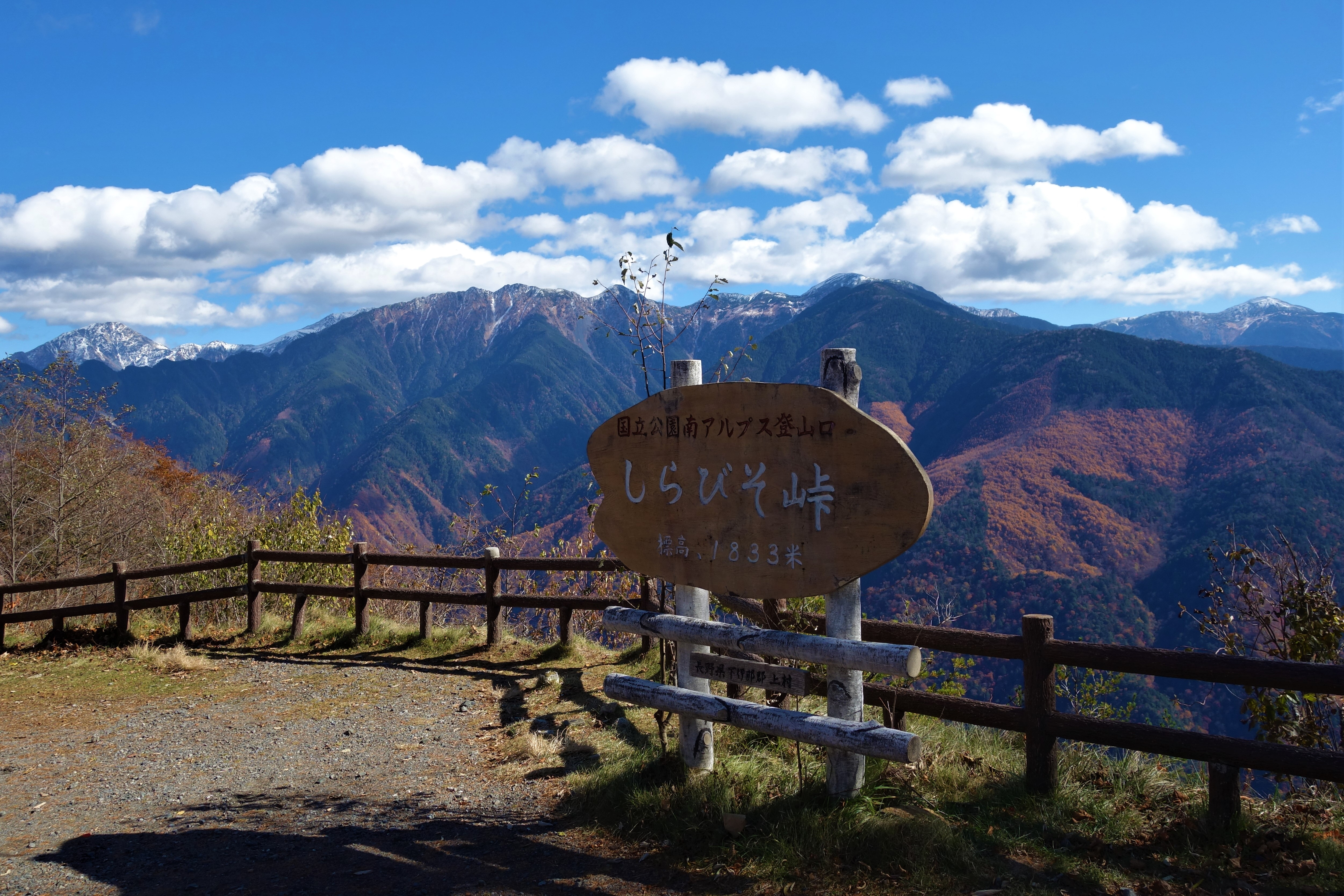
しらびそ峠
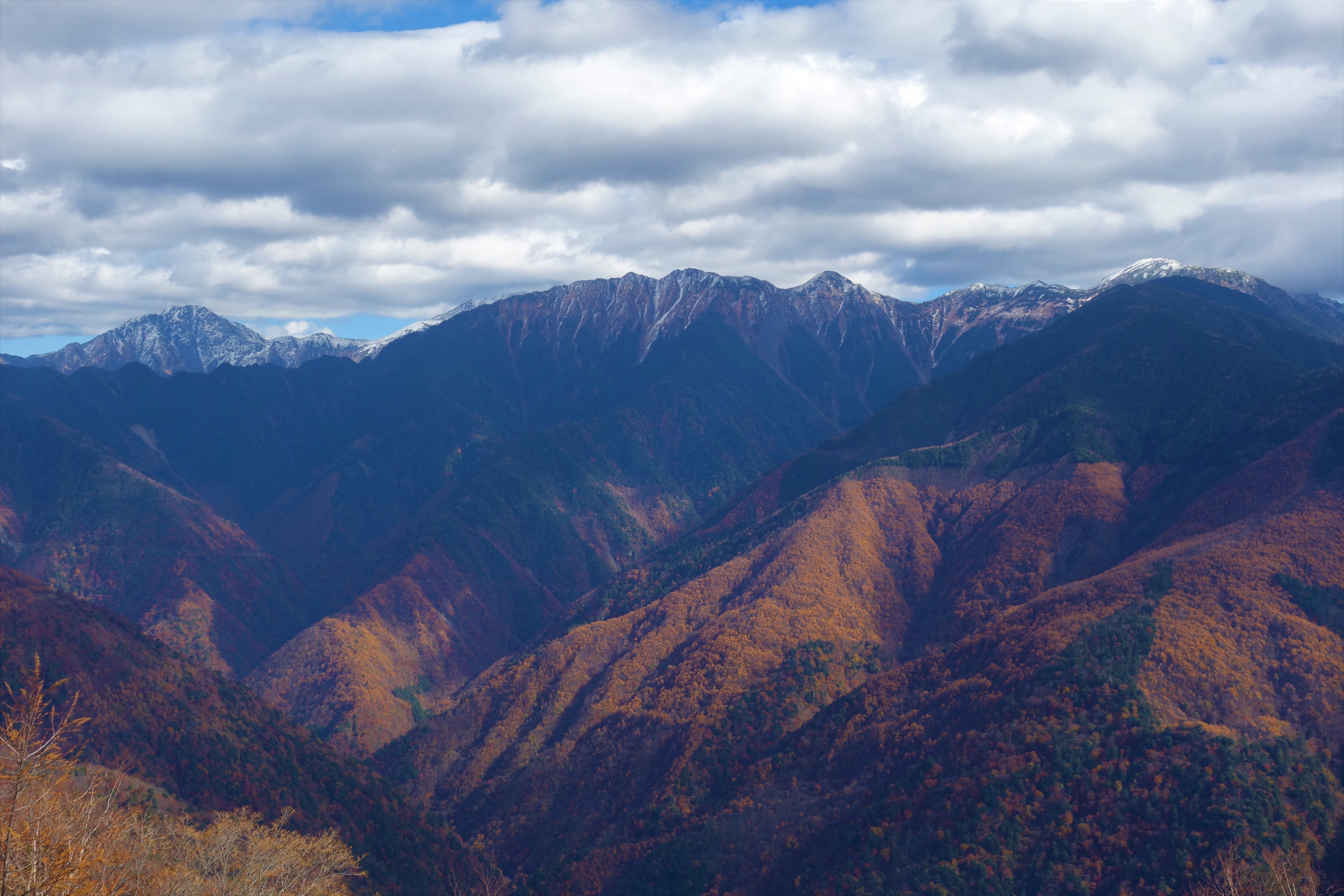
しらびそ峠から悪沢岳～聖岳を望む
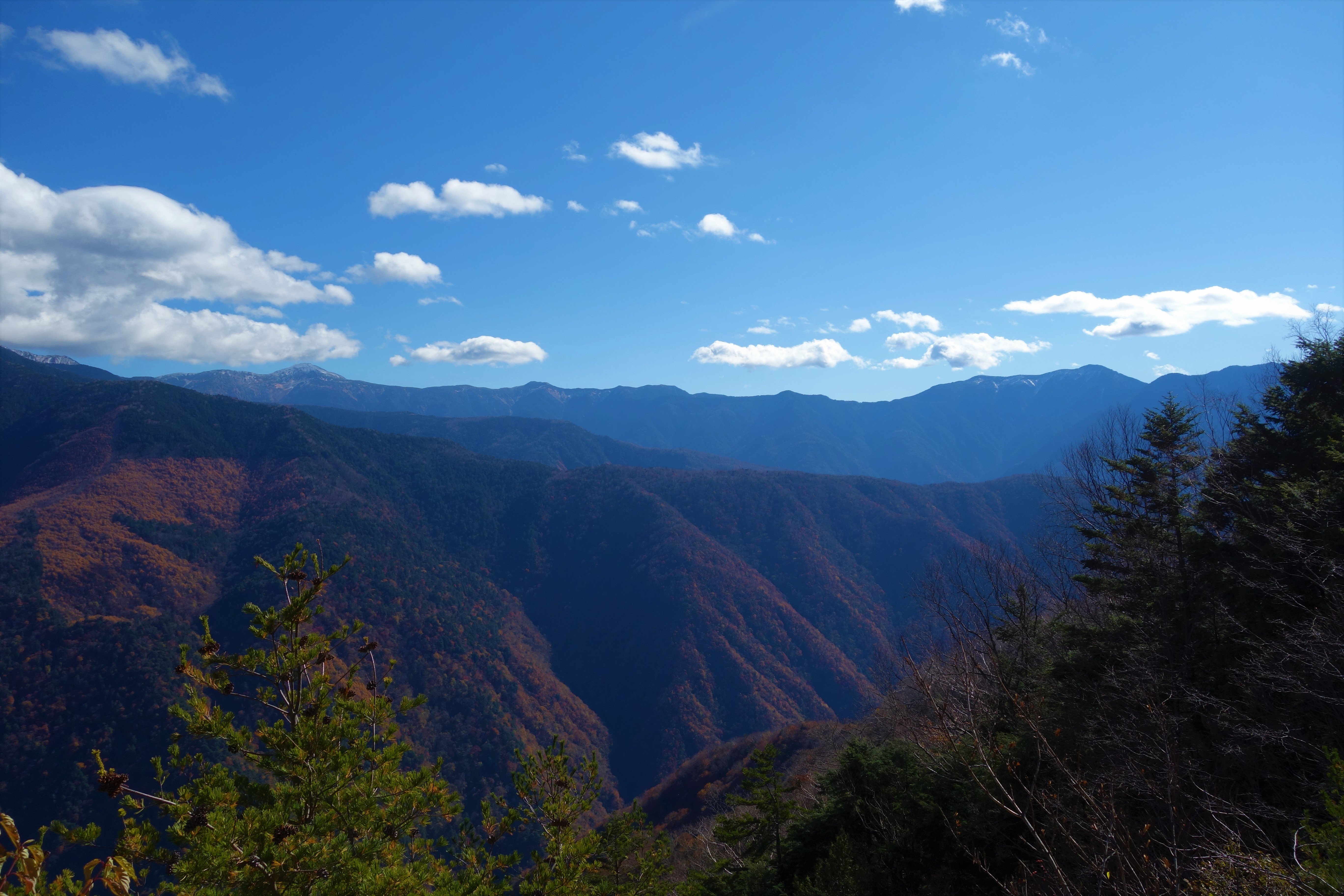
しらびそ峠から上河内岳～光岳を望む

## アクセス
中央自動車道飯田ICを降り、矢筈トンネル経由で約1時間15分。また、飯田駅から矢筈トンネル出口付近まではバスが出ているが、その先は公共交通機関はない。また、市道上村1号線は1車線の道路で狭く、土砂崩れなどで通行止めになることがあるので注意。

## 周辺の施設
- 大平保養センター ：高原の麓に位置する宿泊施設。